# Zakho FC
Zakho Football Club (în kurdă: یانا زاخو یا وه‌رزشی / Yana Zaxo ya Werzișî) este un club de fotbal din Zakho, Dohuk, Kurdistanul Irakian. În prezent evoluează în Prima Ligă Irakiană.